# Наито Ехара
Наито Ехара (јап. 江原 騎士, романизовано Ehara Naito; Кофу, 30. јул 1993) јапански је пливач чија ужа специјалност су трке слободним стилом на дистанцама од 200 и 400 метара. 
Професионални је војник у Одбрамбеним снагама Јапана, са чином водника прве класе.

## Спортска каријера
Ехара је дебитовао на међународној пливачкој сцени током 2012. такмичећи се на митинзима светског купа у малим базенима, док је прво велико такмичење на коме је учествовао, биле Универзитетске игре 2015. у Квангџуу , где је освојио и прву медаљу, бронзану, у трци штафета на 4×200 метара мешовитим стилом. Нешто касније исте године по први пут је наступио на Светском првенству које је тада одржано у руском Казању.
Био је члан Јапанског олимпијског тима на ЛОИ 2016. у Рију, где је као члан штафете 4×200 слободно (заједно са Хагином, Коборијем и Мацудом) освојио бронзану медаљу, што му је био највећи успех у дотадашњој пливачкој каријери. Пливао је и у квалификацијама трке на 400 слободно (31. место).  
Пливао је и на светским првенствима у Будимпешти 2017 (5. место на 4×200 слободно) и Квангџуу 2019 (20. место на 200 слободно). 